# La Nuez de Arriba
La Nuez de Arriba es una localidad situada en la provincia de Burgos, comunidad autónoma de Castilla y León (España), comarca de Páramos, ayuntamiento de Úrbel del Castillo.

## Datos generales
En 2024 contaba 15 con habitantes. Situado 5,5 km al sur de la capital del municipio, Úrbel. Tiene acceso desde la carretera N-627 donde cruza la BU-601 que comunica Masa con Villadiego. Bañada por el río Úrbel. Linda al note con Quintana del Pino, al sur con Quintanilla-Pedro Abarca y San Pantaleón del Páramo, al este con Montorio y al oeste, ascendiendo al páramo, con Coculina. Se encuentra a 35 kilómetros de la capital de la provincia, Burgos.

## Situación administrativa
Entidad Local Menor cuyo alcalde pedáneo es Ángel Fontúrbel González, del Partido Popular.

## Historia
Lugar con doble jurisdicción ya que formaba parte de la Cuadrilla del Tozo en el Partido de Villadiego, con jurisdicción de señorío, siendo su titular el duque de Frías que nombraba alcalde pedáneo, y también jurisdicción de Haza de Siero, en el Partido de Castrojeriz, de señorío, con alcalde honorario. Perteneció a la Intendencia de Burgos, durante el periodo comprendido entre 1785 y 1833, en el Censo de Floridablanca de 1787.
Antiguo municipio, denominado La Nuez de Úrbel en Castilla la Vieja, partido de Villadiego, código INE-09525. 
En el censo de la matrícula catastral contaba con 23 hogares y 82 vecinos.
Entre el censo de 1857 y el anterior, crece el término del municipio porque incorpora a Úrbel del Castillo y Quintanilla del Pino.
Entre el censo de 1897 y el anterior, este municipio desaparece porque cambia de nombre y aparece como municipio de Úrbel del Castillo.

## Demografía
| Gráfica de evolución demográfica de Nuez de Arriba entre 1842 y 1887 |
| |
| Población de derecho según los censos de población del INE. Población de hecho según los censos de población del INE.Entre el censo de 1857 y el anterior, crece el término del municipio porque incorpora a Urbel del Castillo y Quintanilla del Pino. Entre el censo de 1897 y el anterior, este municipio desaparece porque cambia de nombre y aparece como el municipio Úrbel del Castillo. |

## Personajes ilustres
Nicolás González Pérez, C.M.F. (La Nuez de Arriba, 3 de febrero de 1869 - Santa Isabel (Guinea Ecuatorial), 23 de marzo de 1935) fue vicario apostólico de Fernando Poo y obispo titular de Ionópolis entre 1918 y 1935.